# Тавуш
Тавуш (на арменски: Տավուշի մարզ) е област в североизточна Армения с площ от 2704 кв. км. Областният ѝ център е град Иджеван.

## Население
- 123 500 (по приблизителна оценка за януари 2018 г.)[1]